# Greenwich (New South Wales)

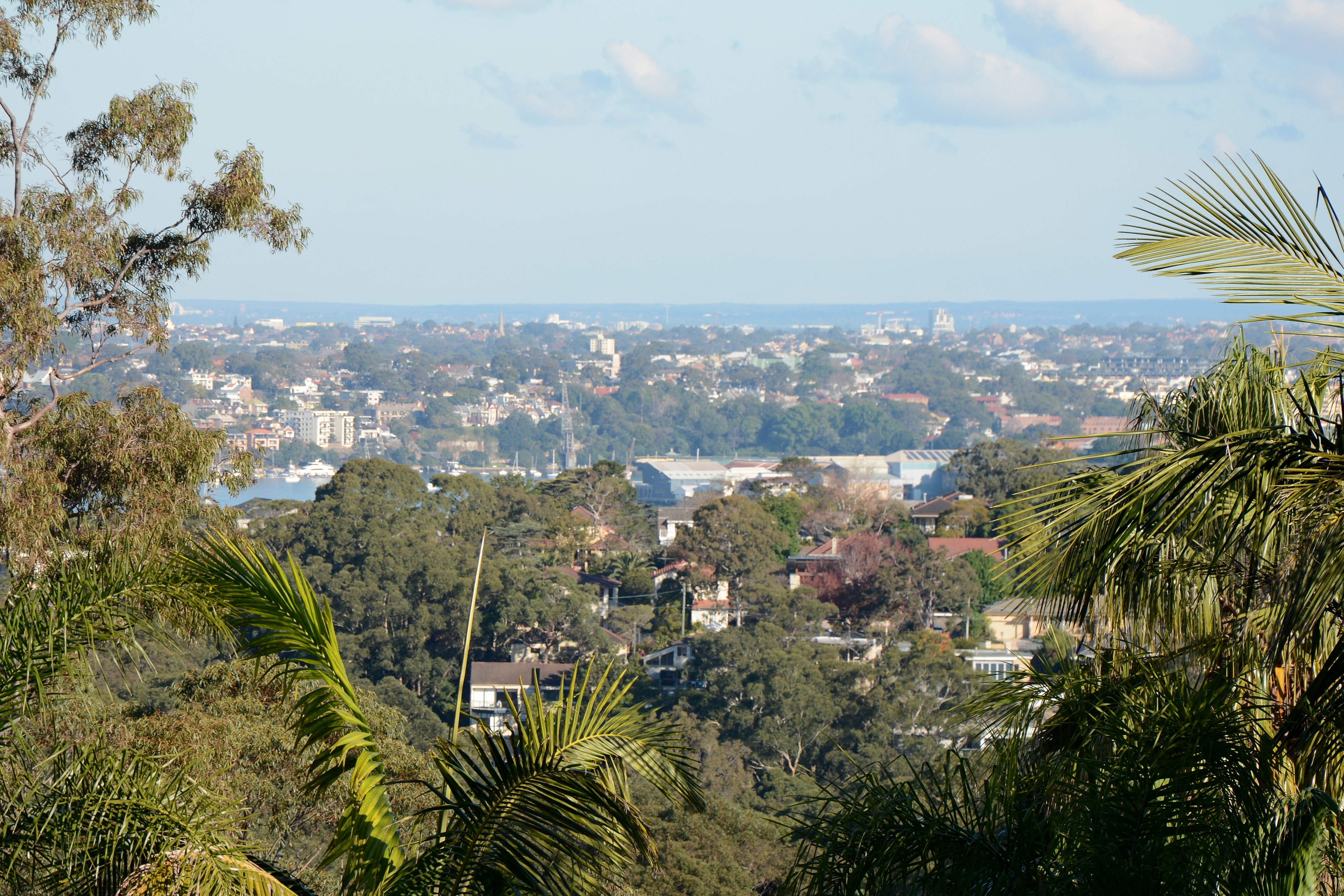
Blick auf Greenwich vom Coronation Viewpoint aus (2015).

Greenwich ist ein Ortsteil (englisch suburb) von Sydney, der Hauptstadt des australischen Bundesstaates New South Wales. Er liegt an der Mündung des Lane Cove River innerhalb der Gemeinde Lane Cove auf einer Halbinsel an der Nordseite des Hafens von Sydney knapp 4 km nordwestlich des an der Südseite liegenden berühmten Opernhauses.
Ursprünglich lebten hier Aborigines, die eine reichhaltige Flora und Fauna vorfanden. Mit Ankunft der Europäer im späten 18. Jahrhundert änderte sich ihr Leben radikal. Heute ist Greenwich, trotz der Stadtnähe, ein ruhiger, grüner Vorort mit dörflicher Atmosphäre und etwa 5000 Einwohnern. Obwohl es sich größtenteils um einen Wohngebiet handelt, gibt es an der zentral von Nord nach Süd verlaufenden Greenwich Road ein Einkaufsviertel mit typischen Geschäften wie Supermarkt, Cafés, Friseur, Postamt, Apotheke und diversen anderen Geschäften und Läden. Außerdem gibt es mannigfaltige soziale und Freizeit-Einrichtungen, beispielsweise die Greenwich Flying Squadron, den Greenwich Sailing Club, den Greenwich Sports Club, den Greenwich Tennis Club und Pfadfinder.